# Flashpoint (fumetto)
(Tagline di presentazione della miniserie Flashpoint)
Flashpoint è un arco narrativo a fumetti pubblicato dalla casa editrice statunitense DC Comics nel 2011, scritto da Geoff Johns e disegnato da Andy Kubert. Al termine del quinto e ultimo numero, la serie cambia radicalmente lo status quo per l'universo DC, che viene riavviato a partire dagli eventi di The New 52. La pubblicazione prevede l'uscita di cinque numeri che costituiscono la struttura narrativa di base; ad essa si collegano sedici miniserie di tre numeri, la serie regolare Booster Gold (Vol. 2) n. 44-47 e vari albi singoli per un totale di sessantuno numeri.
Il protagonista della serie è il supereroe Flash, alias Barry Allen, al quale si affiancano numerosi altri personaggi di una realtà alternativa dell'universo DC Comics. Nell'universo di Flashpoint, Cyborg è l'eroe per eccellenza del mondo, Batman non è Bruce Wayne bensì il padre Thomas Wayne mentre Superman è rinchiuso in una prigione, sotto stretta sorveglianza del governo degli Stati Uniti, all'interno di una struttura sotterranea a Metropolis. Inoltre infuria la guerra tra le amazzoni di Wonder Woman e gli atlantidei capeggiati da Aquaman, che hanno decimato l'Europa occidentale.

## Storia editoriale

### Genesi e ideazione

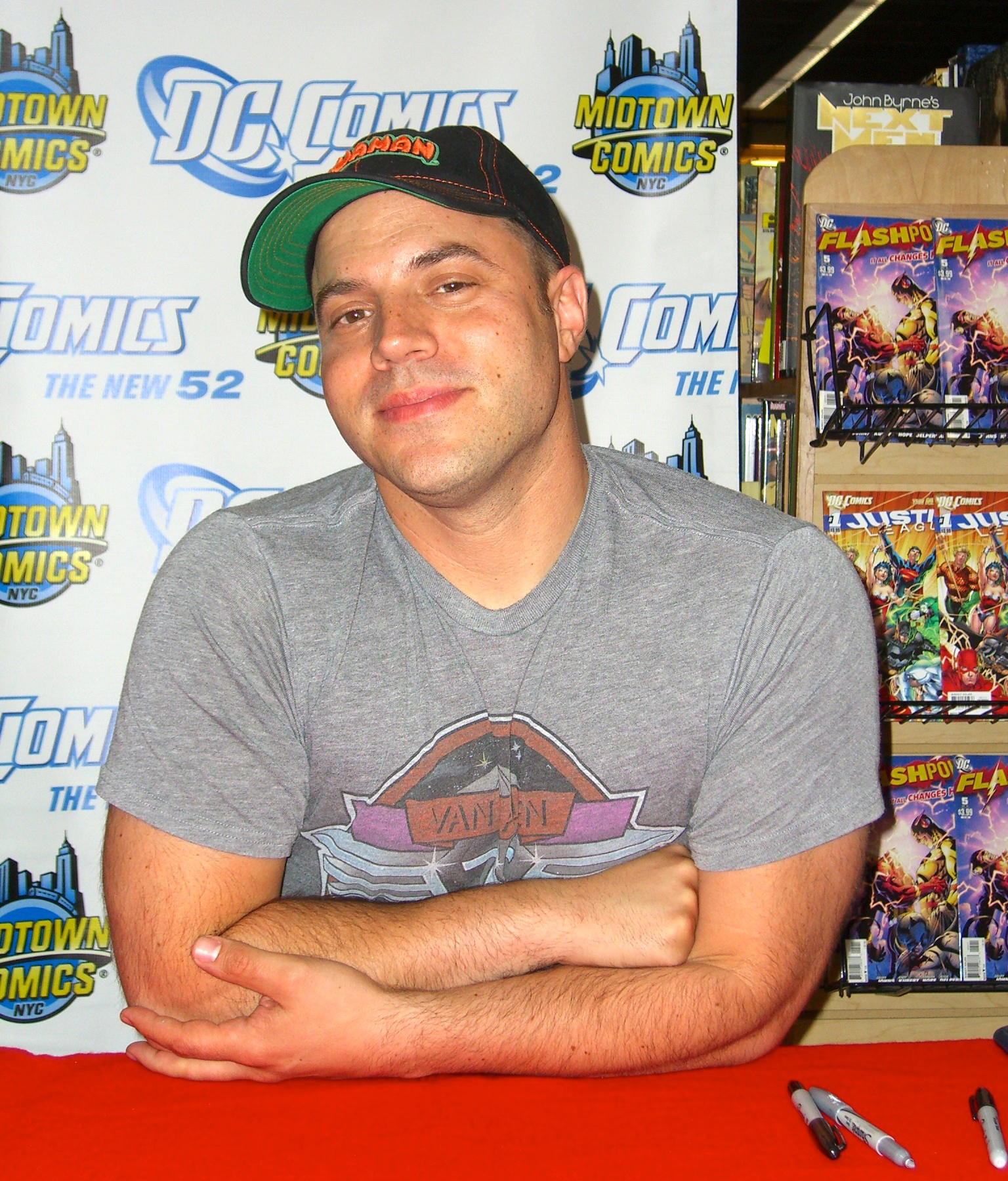
Il fumettista Geoff Johns, sceneggiatore della miniserie.

La miniserie Flashpoint così come tutte le miniserie e gli albi ad essa collegata rappresentano l'evento editoriale della DC Comics per il 2011. Ideatore e fautore principale del progetto è Geoff Johns che non ricopre solo il ruolo di scrittore, ma è stato nominato "Responsabile creativo e supervisore" di tutto il parco testate della casa editrice. La fiducia riposta in questo autore deriva dal notevole successo dell'evento DC Comics del 2010, la miniserie La notte più profonda di Geoff Johns e dal seguito legato agli albi e alla serie The Brightest Day. Inoltre l'autore ha acquisito dimestichezza con il personaggio Flash (nella versione Silver Age, cioè Barry Allen) tanto che è stato lui a reintrodurlo nella continuity dell'universo DC con la miniserie The Flash: Rebirth seguita poi dalla serie regolare The Flash (Vol.3). L'antefatto della storia avviene proprio su questa serie, scritta dallo stesso Johns, e si dipana in un arco narrativo dal titolo The road to Flaspoint (in italiano La strada verso Flashpoint) nei numeri dall'8 al 12. Inizialmente era stato anche pubblicizzato un tredicesimo numero realizzato con Scott Kolins, che doveva completare le origini di Reverse-Flash (ovvero Eobard Thawne), le quali erano state parzialmente rinarrate nel n. 8. L'albo n. 13 non è però stato pubblicato e la serie The Flash (Vol.3) si è chiusa ufficialmente con il n. 12.

### Contesto
L'opera si svolge in una realtà diversa da quella conosciuta dal protagonista Barry Allen, ma non si tratta di un sogno, di una storia immaginaria o di una terra alternativa (cioè di quelle vicende raccontate negli albi o miniserie denominate Elseworlds). La realtà che viene alterata è quella della continuity di Terra 0, cioè della linea temporale in cui si sviluppano e si intrecciano la maggior parte delle storie pubblicate negli albi DC Comics. Questa scelta viene presa alla luce dello sviluppo editoriale che segue la pubblicazione della saga Flashpoint. Difatti la storia porta a delle conseguenze tali che l'intera continuity dell'Universo DC Comics viene alterata e per l'ennesima volta nella storia dell'editore si assiste ad un reboot dei personaggi (cioè una riscrittura parziale o totale delle loro avventure e origini). Questo era già accaduto in passato con l'inizio della Silver Age e con la saga Crisi sulle terre infinite, ma questa volta l'approccio è più drastico. Infatti per la prima volta nella sua storia la DC Comics rilancia tutti i suoi titoli con una nuova numerazione che parte dal n. 1, in totale il progetto prevede l'uscita di 52 nuove serie tutte collegate come continuità narrativa e slegate in parte dalle storie pubblicate dalla DC prima del 2011 e fino alla miniserie Flashpoint. Non si tratta di un reboot che interessa tutti i personaggi della DC ma varia a seconda delle esigenze narrative e di mercato.

### The New 52

Il nuovo costume di Flash in The New 52, disegnato da Jim Lee.

Il nome scelto per il rilancio dell'intero universo supereroico della DC è The New 52. Ci si riferisce ovviamente alle 52 serie regolari che vengono lanciate o rinumerate partendo dal numero 1 dopo la fine di Flashpoint. La continuity precedente alla miniserie Flashpoint viene annullata e si colloca l'apparizione dei primi supereroi ad appena 5 anni prima gli eventi narrati nella nuova serie dedicata alla Justice League. Questa debutta alla fine del mese di agosto 2011, pochi giorni dopo la distribuzione del numero finale di Flashpoint. L'importanza di questa miniserie è fondamentale perché spiega in parte la creazione di questa nuova linea temporale di Terra 0 (che ora potrebbe anche perdere tale nome) e serve da testa di ponte tra il passato e il futuro editoriale della DC Comics. I cambiamenti apportati al flusso del tempo da Flash sono stati di fatto un successo nell'evitare il dipanarsi della linea temporale vista in Flashpoint ma hanno anche avuto delle conseguenze sulla precedente linea temporale. Questa infatti è ritornata apparentemente simile a prima ma con delle modifiche sostanziali che hanno influito su tutti i supereroi di Terra 0. L'elemento più evidente che appare sin dall'inizio è costituito dal fatto che i supereroi si sono visti sulla terra solo a partire dalla seconda metà degli anni duemila (e non già durante la seconda guerra mondiale) e inoltre molti di loro (tra cui Batman e Superman) non sono ancora conosciuti ma in parte temuti o considerati una leggenda metropolitana. Da non trascurare il fatto che l'età media di quasi tutti i più famosi supereroi DC si è notevolmente abbassata. La prima apparizione ufficiale di questo nuovo Universo della DC è nelle ultime pagine di Flashpoint n. 5, nelle quali Flash si reca alla Batcaverna per consegnare a Batman una lettera del padre defunto (si tratta della versione Flashpoint di Thomas Wayne). In tali sequenze Batman possiede un costume leggermente differente e sarà quello che si vedrà nelle sue nuove serie, la realtà è stata di fatto modificata. Barry Allen sembra non accorgersene ma probabilmente i suoi ricordi si sono riadattati parzialmente a questo nuovo Continuum dello Spaziotempo.

## Trama

### Antefatto
La premessa della storia viene narrata nell'arco narrativo The Road to Flashpoint, pubblicato sulla serie regolare mensile The Flash. Qui si narra dell'arrivo su Terra-0 (cioè la realtà del Multiverso della DC Comics in cui si collocano in continuità narrativa la quasi totalità delle sue serie mensili) di una versione alternativa di Barry Allen il cui alter ego non è Flash ma Hot Pursuit. Questi è una sorta di viaggiatore inter-dimensionale e non possiede la capacità innata di attingere alla Forza della velocità ma deve utilizzare una moto di tecnologia avanzata che gli permette di incanalare tale energia ed essere comunque sul suo mondo il più veloce tra gli esseri umani. Questi incontra Flash e lo avverte che la realtà in cui vive sta per essere alterata da un'anomalia temporale che danneggerà tutta la struttura della continuità spazio-tempo del Multiverso. Gli rivela inoltre che questo è composto da 52 universi paralleli e che la Terra su cui vive Barry Allen è fondamentale per l'equilibrio delle altre 51. Inizialmente Hot Pursuit crede che l'anomalia sia l'esistenza nel presente di Bart Allen (conosciuto anche come Kid Flash), discendente di Barry che proviene dal futuro (il XXX secolo). Di conseguenza cerca di privarlo dell'energia che gli permette di avere i poteri di Flash e di viaggiare nel Tempo. Barry lotta però con Hot Pursuit per dissuaderlo dalle sue intenzioni. Mentre i due combattono si rivela la reale minaccia alla base dell'anomalia cioè Zoom (anche conosciuto come Reverse Flash o in alcune traduzioni italiane Anti-Flash). Questa nemesi di Flash proviene anch'essa dal futuro (il XXV secolo) e ha escogitato un piano per distruggere definitivamente Barry Allen. Reverse-Flash ha rubato l'esistenza a diverse persone, procurandone il rapido invecchiamento e la morte precoce. Con la loro matrice di energia temporale è ora in grado provocare una distorsione dello spazio-tempo mai tentata prima. La sua ultima vittima è lo stesso Hot Pursuit. Flash non riesce a fermarlo e prima che lo possa affrontare, Zoom riesce a fuggire ed è ora pronto per agire.

### Flashpoint
Barry Allen si risveglia stordito mentre si trova seduto al tavolo del laboratorio del suo distretto di Polizia. Sembra l'inizio di una giornata qualsiasi per lui, ma ben presto si rende conto che non è così. Il mondo in cui si è svegliato è differente da quello in cui si ricorda di aver vissuto finora. Barry non ha più i suoi poteri, né la capacità di generare l'energia della velocità che lo rende Flash. Come se ciò non bastasse, alla fine della sua giornata si ritrova sorprendentemente di fronte a Nora Allen, sua madre. La donna era morta da anni ma in questa nuova realtà è ancora viva. Flash cerca di scoprire cosa stia succedendo. Con il suo occhio esperto si rende conto che quello in cui si trova non è né una delle 52 Terre parallele che popolano il multiverso, né uno dei mondi fittizi creati dal suo nemico Mirror Master: è la realtà, una realtà ben peggiore di quella che ha lasciato. Il resto della Terra è sull'orlo di una catastrofe: Wonder Woman e il suo esercito di Amazzoni hanno conquistato il Regno Unito mentre Aquaman ha devastato l'Europa occidentale con un maremoto per poi annetterla al suo regno. Questi, anni addietro, stavano celebrando un matrimonio di convenienza tra le loro due nazioni, ma qualcosa andò storto. Ci fu un attentato e Hyppolita, la madre di Diana, rimase uccisa. Questo portò ad una serie di scontri diplomatici e reciproche accuse che sfociò nella guerra attuale. Ma in realtà tutto questo è frutto del complotto dell'amazzone Panthesilea e del fratello di Aquaman Orm. In segreto amanti, da tempo tramavano nell'ombra, scontenti dell'unione tra i loro due sovrani e della diplomazia che stava allontanando i loro gloriosi regni dalla loro tradizione guerriera. Nonostante la strage ora la situazione è in stallo, ma il rischio di un nuovo conflitto globale è altissimo. Inoltre, gran parte dei supereroi che Flash conosceva non esistono in questa realtà; solo due rimangono: Cyborg (il supereroe più famoso d'America, nonché uomo di fiducia del presidente) e Batman il quale però sembra avere una propensione alla violenza e all'omicidio decisamente più spiccata di quella che Flash è abituato a conoscere. Mentre Barry cerca di capire cosa stia accadendo attorno a lui, proprio a Gotham c'è un raduno di supereroi voluto da Cyborg che sembra essere l'unico supereroe a volere realmente tentare di creare una "Lega" per resistere contrastare la minaccia rappresentata da Wonder Woman e Aquaman. Cyborg contatta tutti, ma questi prima di decidere vogliono avere la sicurezza che Batman, il più rispettato da tutti, sia disposto a unirsi a loro. I personaggi presenti (i quali si manifestano come ologrammi) sono: lo stesso Cyborg, Blackout, il meta-umano di origini indiane Outsider, Sandman I, Citizen Cold, Lanterna Verde (Abin Sur), la famiglia Marvel, Shade e Enchantress (in rappresentanza del supergruppo chiamato i Secret 7). Sono tutti eroi presenti nella nuova linea temporale e sono versioni in parte simili e in parte differenti da quelle note a Flash, anzi alcuni gli sono del tutto sconosciuti. Batman decide di non unirsi a loro in quanto ritiene una battaglia persa andare a combattere le Amazzoni e gli Atlantidei. Questo rifiuto scoraggia tutti gli altri che vedevano in lui l'unico possibile leader e quindi si separano. Quando Batman torna alla Batcaverna, si imbatte in Barry Allen che l'aveva trovata esattamente dove si collocava nel suo presente è cioè sotto la Tenuta Wayne. Batman non riconosce Barry e quest'ultimo è altrettanto sconvolto quando scopre che in questa realtà il cavaliere oscuro non è Bruce Wayne (che è invece morto durante la rapina a Crime Alley) ma suo padre Thomas Wayne.
All'inizio il nuovo Batman vede nell'intruso un nemico forse mandato dal Joker ma comincia a esitare quando Barry gli spiega la sua situazione e gli descrive la realtà da cui viene e nella quale suo figlio Bruce Wayne è ancora vivo. Barry comincia a considerare l'ipotesi di trovarsi all'interno di una linea temporale manipolata da Eobard Thawne, meglio conosciuto come Professor Zoom o Anti-Flash, e creata apposta per imprigionarlo e farlo impazzire (questo è da sempre l'obbiettivo della nemesi di Barry visto che non può ucciderlo dal momento che le loro vite sono indissolubilmente legate). Infatti Barry ha ancora il suo anello capace di contenere miniaturizzato il costume scarlatto di Flash, ma quando lo attiva ne fuoriesce il costume giallo della sua nemesi. Improvvisamente è colpito da una serie di visioni in cui nella sua mente, la memoria della sua vita si fonde con ciò che sta accadendo in questo mondo e capisce definitivamente che non si trova in una Terra-parallela, ma sulla sua Terra in una linea temporale alterata. Barry deve fare qualcosa in fretta prima che i suoi ricordi svaniscano del tutto. Thomas, anche se non convinto, viene sedotto dall'idea di un mondo in cui suo figlio sia ancora vivo e decide di allearsi a Barry nel tentativo di alterare il corso della storia: per farlo c'è però bisogno dei poteri di Flash. I due tentano di replicare l'esperimento che ha trasformato Barry Allen nel supereroe capace di generare la Forza della velocità. Per fare questo Barry si fa legare ad una specie di sedia elettrica attaccata ad un parafulmini e intrisa delle stesse sostanze chimiche che hanno generato la trasformazione la prima volta. Durante un violento temporale un fulmine la colpisce e l'uomo viene investito dalla potente scarica elettromagnetica combinata alle sostanze chimiche. L'esperimento non riesce e il corpo di Allen giace ai piedi di Batman inerte e carbonizzato.
Nonostante le ustioni di terzo grado sul 75% del corpo, Barry Allen sopravvive, grazie anche al metabolismo accelerato del suo corpo che cura più rapidamente le ferite, e decide di riprovarci. Questa volta è colpito da un fulmine più forte e Barry Allen ritorna ad avere parzialmente i superpoteri di Flash. Thomas Wayne è stupefatto e si convince della veridicità della storia raccontata da Barry. Rimane il fatto che Flash non ha ancora recuperato a sufficienza le sue energie per viaggiare nel tempo e poi si solleva il problema di quale evento del passato si debba cambiare per alterare il corso della storia presente. Sembra infatti che Anti-Flash sia riuscito a manipolare più eventi contemporaneamente e le anomalie create sono molteplici. Non solo ha alterato la storia della famiglia Wayne e Allen, ma è anche riuscito nell'intento di alterare i presupposti per l'esistenza di una Justice League. Barry decide di indagare su che fine abbia fatto Superman, forse l'unico supereroe che realmente possa aiutarlo a riparare lo spazio-tempo. Alla fine delle ricerche scopre che in questa linea temporale pare essere caduta sulla Terra una specie di astronave spaziale proprio nel periodo in cui Kal-El arrivò sul pianeta ancora in fasce, ma invece di cadere nelle desolate compagne di Smallville in Kansas, è caduta al centro di Metropolis, sotto gli occhi di tutti e soprattutto del governo, che ha occultato l'evento. Batman e Flash chiedono aiuto a Cyborg, l'unico ad avere accesso a informazioni classificate, e scoprono che sotto la città di Metropolis esiste una base segreta sotterranea dove si porta avanti lo sviluppo del segretissimo Progetto: Superman. I tre supereroi escogitano un piano per entrare nella struttura militare e scoprire cosa sta succedendo. Nella parte più interna vi trovano un bunker che reca il simbolo del kryptoniano. Dentro è tenuto prigioniero un giovane dall'aspetto pallido e dalla corporatura scheletrica. Barry lo riconosce, è Kal-El ma evidentemente è stato da sempre recluso e sottoposto a esperimenti. Perché acquisisca i suoi poteri bisogna portarlo alla luce del Sole, ma durante la fuga vengono scoperti e attaccati da forze di protezione governative. Nonostante questo, riescono a raggiungere l'esterno tramite i condotti fognari. Appena il giovane alieno kryptoniano assorbe i raggi del sole, comincia a sollevarsi dal suolo e vola via in un baleno, lasciando però i suoi salvatori nei guai.
Flash, Batman e Cyborg sono raggiunti e attaccati da soldati equipaggiati da armi molto avanzate ma vengono salvati da Element Woman (la versione femminile di quello che Barry conosce come Metamorpho), che utilizza i suoi incredibili poteri di trasmutazione della materia per rendere inoffensivi i militari. La ragazza si trova sul posto poiché è da tempo che tiene sotto controllo Cyborg. Questo perché, nonostante il rifiuto di tutti i suoi colleghi della comunità supereroistica, è fortemente desiderosa di fare parte della Resistenza. Barry continua ad avere dei dolorosi stati di shock nei quali la sua memoria sembra riadattarsi sempre di più alla linea temporale nella quale si trova a vivere. Lui e Batman capiscono che presto la memoria di Flash sarà completamente riaggiornata alla sua presunta vita lungo questa linea temporale. Batman non vuole che questo accada perché altrimenti svanirà ogni possibilità di ripristinare la realtà in cui suo figlio Bruce è ancora vivo. Per questo si reca con Flash e gli altri due supereroi a Fawcett City, presso la casa di affidamento dei Beck. Qui vivono i sei ragazzini che sono in grado di evocare Captain Thunder, pronunciando l'invocazione magica SHAZAM! (si tratta ovviamente di una versione alternativa di Capitan Marvel). Tra questi vi è Billy Batson che in passato è stato in grado di rallentare il degeneramento della memoria dell'anziano Wesley Dodds, alias Sandman affetto da gravi disturbi neurologici, grazie all'uso di una parte della sua energia mistica. Lo stesso esperimento viene condotto sulla mente di Barry e quando Billy viene a contatto con la fronte del supereroe ha modo di raccogliere alcuni elementi di come la realtà avrebbe dovuto essere. Non è chiaro se l'esperimento abbia successo ma subito dopo il gruppo apprende la notizia che gli Stati Uniti d'America hanno deciso di sferrare un attacco aereo a New Themyscira (la nuova capitale delle Amazzoni, edificata sui resti della conquistata Gran Bretagna), ma i velivoli sono stati intercettati da aerei invisibili delle amazzoni. Barry apprende che tra le prime vittime americane c'è il Capitano Hal Jordan. La notizia lo turba profondamente in quanto Hal (nelle vesti di Lanterna Verde) era stato per lui quasi un fratello nella vecchia realtà. Adesso le priorità di Flash cambiano e decide che non è più il momento di cercare di alterare il presente modificando il passato ma bisogna agire subito ed attaccare Wonder Woman e le sue amazzoni per cercare di porre fine al loro dominio così come a quello di Aquaman, prima che scoppi la più grande e devastante delle guerre mondiali. Con l'appoggio di Batman si organizza un attacco su quella che era stata la Gran Bretagna sfruttando il conflitto che è scoppiato tra le amazzoni e gli atlantidei. Flash arriva sull'isola con un team formato da Batman, Cyborg, Captain Thunder, Element Girl ed Enchantress. Proprio durante lo sbarco Aquaman e Wonder Woman si stanno affrontando insieme con i loro eserciti. Captain Thunder attacca La Regina amazzone mentre Flash cerca di parlare all'Imperatore degli atlantidei. Enchantress (essendosi alleata alle amazzoni) svela il suo tradimento e con un incantesimo dissolve Captain Thunder, al posto del quale si rimaterializzano i sei ragazzini che lo possono invocare. Wonder Woman ne approfitta e trafigge Billy Batson con la sua lancia. Flash si accascia a Terra, sconfitto ed impotente. La realtà malvagia che lo circonda è un inferno senza via di scampo e lui sta per perdere i suoi ricordi e amalgamarvisi. Un lampo cade di fronte a lui. In piedi, dinnanzi a Barry, sul campo di battaglia c'è Eobard Thawne, l'Anti-Flash, che con un ghigno compiaciuto gli dice: «Guarda cosa hai fatto».
Barry rimane basito di fronte alle accuse della sua nemesi in quanto afferma di non essere stato lui ad alterare il corso del tempo ma invece è stato lo stesso Flash. Il criminale spiega che tutti questi cambiamenti temporali sono dovuti al viaggio nel tempo che Barry Allen ha compiuto per salvare la madre dall'essere uccisa dallo stesso Thawne, viaggio di cui egli aveva perso la memoria. Questo atto di egoismo ha creato le alterazioni temporali che hanno portato alla nascita di questa nuova linea temporale e quindi anche il caos e la distruzione imperante in questa nuova realtà. Non solo, ma quando tutto questo è accaduto Anti-Flash si trovava in una bolla spaziotemporale che lo ha preservato dalle alterazioni, che però hanno spezzato il legame che connetteva la sua vita a quella di Barry Allen. Finalmente Eobard Thawne può uccidere il suo nemico di una vita. Flash prende improvvisamente coscienza che quanto dice il suo nemico è vero e si rende anche conto che per riparare a quanto fatto deve compiere un viaggio nel tempo e impedire a sé stesso di salvare la propria madre. Nel frattempo la battaglia infuria e arrivano a combattere anche i supereroi del gruppo Resistance e lo stesso Kal-El. Questi ha assistito per caso alla morte della reporter Lois Lane per mano delle Amazzoni e ora vuole vendicarla. Mentre Thawne si appresta a dare il colpo di grazia ad un devastato Flash, Batman arriva in suo soccorso e uccide il malvagio supercriminale trafiggendolo alla schiena con una spada. Anche Thomas Wayne è ferito ma esorta Flash ad espiare la sua colpa cercando quindi di impedire a sé stesso di alterare il flusso del tempo. Prima di spirare, affida a Flash una lettera da consegnare a suo figlio quando tutto sarà finito. Barry decide di agire e compie il salto temporale che gli permette di bloccare la versione di sé stesso che stava andando ad evitare l'omicidio della madre. Tutto questo lo pone al centro di una strana distorsione temporale dove una misteriosa e gigantesca entità vestita di rosso parla a Barry di un segreto nascosto alla base del mondo. L'universo in cui hanno sempre vissuto Barry ed i suoi compagni era diviso in tre versioni separate tra loro (si parla qui dell'universo DC canonico, dell'universo narrativo portato avanti dalla linea Vertigo della DC Comics e dell'universo supereroistico dell'etichetta WildStorm). Questi tre universi erano parte dello stesso e furono separati da forze misteriose e malvagie per indebolire il mondo e separarne gli eroi in vista di una loro apocalittica ascesa. Approfittando della singolarità creata da Flash, l'entità in rosso collassa di nuovo questi universi gettando le basi del DC New Universe (l'universo narrativo del reboot della DC Comics in cui parte della continuity narrativa è stata modificata o azzerata). Questo servirà a contrastare le entità del male nel giorno in cui si manifesteranno. Flash non capisce, ma un lampo di luce lo avvolge ponendo fine alla sua folle corsa contro il tempo. Barry si risveglia in abiti borghesi al suo distretto di polizia, il cerchio sembra chiudersi e si trova nello stesso istante in cui si trovava prima che la "Crisi" avesse inizio. Questa volta però ha ancora i poteri di Flash e la realtà gli appare quella originale o almeno questo è quello che percepisce. Per provarlo, si reca immediatamente alla Batcaverna e il Batman che ci trova è il suo amico Bruce Wayne. Barry crede che la linea spazio temporale sia stata corretta. Gli rimane solo da dare a Bruce una lettera scritta da suo padre Thomas Wayne, consegnata a Barry poco prima del suo viaggio nel tempo e del conseguente collasso di quella linea temporale (ovvero la Flashpoint timeline). La storia si chiude con Bruce che, in lacrime, ringrazia Barry di ciò che gli ha donato.

## Personaggi principali
Nella storia Flashpoint, la realtà spazio-temporale di Terra-0 viene alterata e manipolata da Reverse-Flash. Si crea quindi una nuova linea temporale denominata convenzionalmente Flashpoint timeline. Di seguito sono elencati i personaggi principali coinvolti e lo status che hanno nella nuova realtà (Flashpoint timeline) e quella che avevano nella continuity dell'Universo DC (qui indicata come "Terra-0"). Infine viene indicato l'albo in cui appaiono per la prima volta nella storia Flashpoint.
| Personaggi Flashpoint            | Personaggi Flashpoint                                                                          | Personaggi Flashpoint               | Personaggi Flashpoint |
| Nome                             | Flashpoint Timeline                                                                            | Terra-0                             | Albo                  |
| -------------------------------- | ---------------------------------------------------------------------------------------------- | ----------------------------------- | --------------------- |
| Barry Allen                      | Detective. Nessun potere. Consapevole di vivere in una realtà alternativa.                     | Flash II                            | Flashpoint n. 1       |
| Nora Thompson Allen              | Madre di Barry. Ancora in vita.                                                                | deceduta                            | Flashpoint n. 1       |
| Thomas Wayne                     | Batman. Lo diventa dopo la morte del figlio Bruce.                                             | assassinato                         | Flashpoint n. 1       |
| Victor Stone                     | Cyborg. Leader della resistenza contro i tiranni Aquaman e Wonder Woman.                       | Cyborg, membro del gruppo i Titani. | Flashpoint n. 1       |
| Farooq                           | Blackout. Supereroe di 15 anni in grado di generare elettricità.                               | Sconosciuto.                        | Flashpoint n. 1       |
| Michael Desai                    | Outsider. Meta-umano con grandi ricchezze finanziarie e influenza politica.                    | Sconosciuto.                        | Flashpoint n. 1       |
| Urania Blackwell                 | Element Woman. Vuole fare parte della resistenza ma è instabile mentalmente.                   | Element Girl. Deceduta.             | Flashpoint n. 1       |
| Hartley Rathaway                 | Pied Piper. Supereroe intento a smascherare Citizen Cold come criminale.                       | Pied Piper. Supercriminale.         | Flashpoint n. 1       |
| Wesley Dodds                     | Sandman. Aveva previsto in sogno (nel 1937 o 1938) ciò che sta per accadere.                   | deceduto.                           | Flashpoint n. 1       |
| Rac Shade                        | Shade. Membro del gruppo Secret 7.                                                             | Shade.                              | Flashpoint n. 1       |
| June Moone                       | Enchantress. Strega ed esperta in scienze occulte. Membro dei Secret Seven.                    | Enchantress. Membro Shadowpact.     | Flashpoint n. 1       |
| Capitan Marvel                   | Captain Thunder. Supereroe che si materializza quando invocato dal gruppo S!H!A!Z!A!M!         | Shazam / Freddy Freeman.            | Flashpoint n. 1       |
| Abin Sur                         | Lanterna verde del settore 2814 (in cui è compresa la Terra).                                  | deceduto                            | Flashpoint n. 1       |
| Leonard Snart                    | Citizen Cold. Il più grande supereroe di Central City.                                         | Capitan Cold. Supercriminale.       | Flashpoint n. 1       |
| Slade Wilson                     | Il pirata Deathstroke. Saccheggia ciò che è rimasto dell'Europa semi-sommersa.                 | Deathstroke. Mercenario.            | Flashpoint n. 2       |
| Arthur Curry / Orin              | Emperor Aquaman. Sovrano di Atlantide e dell'Europa occidentale.                               | Aquaman                             | Flashpoint n. 2       |
| Orm Curry Marius                 | Prince Orm, fratello e fedele servitore di Emperor Aquaman.                                    | Ocean Master. Nemesi di Aquaman.    | Flashpoint n. 2       |
| Steve Trevor                     | Colonnello delle forze speciali degli Stati Uniti. Sostenitore della resistenza alle Amazzoni. | Ufficiale esercito statunitense.    | Flashpoint n. 2       |
| Diana. Principessa di Themyscira | Queen Diana. Sovrana conquistatrice del Regno Unito ora denominato New Themyscira              | Wonder Woman                        | Flashpoint n. 2       |
| Lois Lane                        | Giornalista del The Daily Planet, attiva segretamente a New Themyscira                         | Giornalista, moglie di Superman     | Flashpoint n. 3       |
| Jason Blood                      | Etrigan, membro del supergruppo The Resistance (o La Resistenza) in Europa.                    | Etrigan il Demone.                  | Flashpoint n. 3       |
| Cole Cash                        | Grifter. Leader della Resistenza contro amazzoni e atlantidei.                                 | Supereroe di una Terra parallela.   | Flashpoint n. 3       |
| Lady Godiva                      | Membro della Resistenza.                                                                       | Sconosciuta.                        | Flashpoint n. 3       |
| Miss Hyde                        | Si trasforma in Mrs Hyde, membro della Resistenza.                                             | Sconosciuta.                        | Flashpoint n. 3       |
| Jeramey Chriqui                  | Canterbury Cricket, insetto umanoide membro della Resistenza.                                  | Sconosciuto.                        | Flashpoint n. 3       |
| Hal Jordan                       | Capitano Hal Highball Jordan, pilota di prova della Ferris Air.                                | Lanterna Verde                      | Flashpoint n. 3       |
| Krypto                           | Subject 2. Cane proveniente da Krypton, tenuto prigioniero e ucciso dal Project Superman.      | Cane kryptoniano dei Kent.          | Flashpoint n. 3       |
| Kal-El                           | Subject 1. Alieno kryptoniano, usato come cavia per diversi esperimenti da circa 27 anni.      | Superman                            | Flashpoint n. 3       |
| Hector Hammond                   | Ingegnere meccanico al servizio della Ferris Air.                                              | Hector Hammond, supercriminale.     | Flashpoint n. 4       |
| Eobard Thawne                    | Reverse Flash. Consapevole dell'alterazione della linea temporale.                             | Nemesi di Flash.                    | Flashpoint n. 4       |
| Bruce Wayne                      | Assassinato.                                                                                   | Batman                              | Flashpoint n. 5       |

## Il mondo di Flashpoint
Dal punto di vista geopolitico l'ordine mondiale della nuova linea temporale (flashpoint-timeline) è radicalmente diverso da quello che viene presentato nella continuity degli albi DC Comics. Infatti nelle avventure di supereroi come Superman, Batman o Wonder Woman, la situazione politica e geografica della Terra è alquanto simile a quella del lettore del fumetto (cioè la nostra realtà). Possono variare il nome di alcune località o ci possono essere luoghi o città immaginarie come per esempio Gotham City, la metropoli dove agisce Batman. Ma quest'ultima si trova comunque all'interno degli Stati Uniti dove risiede l'Onu, sono governati da una repubblica presidenziale e hanno contatti diplomatici con altre entità politiche come la stessa Comunità europea.
Il mondo di Flashpoint ha subito e continua a subire notevoli mutamenti geopolitici tra i quali i più rilevanti sono:
- La Gran Bretagna e l'Irlanda sono state conquistate da un esercito di guerriere Amazzoni guidate da Wonder Woman che ora si fa chiamare Queen Diana (Regina Diana in italiano) e qui ha fondato New Themyscira. Le popolazioni locali sono state in gran parte sottomesse o sterminate e Londra è in rovina.
- Gran parte dell'Europa è stata sommersa da un maremoto creato artificialmente dal Regno di Atlantis. Dopo che la maggior parte della popolazione è stata sterminata, il territorio che una volta formava la Comunità Europea è ora sotto il controllo dell'Imperatore Aquaman, sovrano del popolo atlantideo.
- L'Africa sub-sahariana è controllata dal Regno dei Gorilla di Grodd.
- La Penisola Araba e gli Stati del Golfo Persico sono un protettorato di Black Adam.
- L'India è sotto il controllo di una multinazionale il cui leader è un meta-umano conosciuto come "Outsider" (il cui vero nome è Michael Desai).
- La Cina e gran parte dell'Asia sono protette da un supergruppo chiamato The Great Twelve.
- Il Giappone è una repubblica libera protetta da Tornado.
- L'Australia e i restanti stati dell'Oceania si sono dichiarati neutrali nei confronti dei conflitti in corso nel resto del mondo e hanno rotto ogni tipo di rapporto diplomatico o alleanza militare.
- Il Sud-America è dominato da una dittatura nazista che ha il suo centro di controllo in Brasile
- Gli Stati Uniti, il Canada e il Messico sono ancora formalmente indipendenti e non-schierati ma è proprio in Nord-America che alcuni supereroi tra cui Cyborg stanno cercando di organizzarsi per attaccare i nuovi tiranni Aquaman e Wonder Woman.

## Titoli

### Prologo
- The Flash n. 9-12 The Road to Flashpoint di Geoff Johns (testi).
- Booster Gold n. 44 di Dan Jurgens (testi-matite).

### Storia principale
- Flashpoint n. 1-5 di Geoff Johns (testi) - Andy Kubert (matite).
- Booster Gold n. 45-47 di Dan Jurgens (testi-matite).

### Miniserie
Le seguenti sedici miniserie (di tre numeri ciascuna) si collegano alla storia principale espandendone il contesto e le vicende dei personaggi coinvolti:
- Flashpoint: Batman-Knight of Vengeance di Brian Azzarello (testi) - Eduardo Risso (disegni). Batman è Thomas Wayne, rude giustiziere di Gotham City. Trascorre le sue giornate a dirigere i Casinò Wayne insieme al Pinguino, come copertura per scovare i criminali.
- Flashpoint: Secret Seven di Peter Milligan (testi) - George Pérez (matite). Un gruppo di maghi si riunisce sotto la guida di Shade, the Changing Man.
- Flashpoint: Abin Sur - The Green Lantern di Adam Schlagman (testi) - Felipe Massafera (disegni). Abin sur, la lanterna verde, è in missione sulla Terra, che vuole salvare nonostante il parere contrario dei guardiani e di Sinestro, è sopravvissuto allo schianto e aiuta il Governo degli Stati Uniti.
- Flashpoint: The World of Flashpoint di AA.VV. (testi) - Paulo Siqueira (disegni). La giovane Traci 13 dotata di grandi poteri magici farà di tutto per fermare un attacco nucleare volto a distruggere Atandide e le amazzoni, comandato dal padre per conto dell'H.I.V.E..
- Flashpoint: Emperor Aquaman di Tony Bedard (testi) - Ardian Syaf (matite). Storia di Atlantide e di Aquaman, prima e durante la guerra con le amazzoni.
- Flashpoint: Deathstroke and the Curse of the Ravager di Jimmy Palmiotti (testi) - Joe Bennet (matite). Deathstroke e la sua ciurma di pirati metaumani vagano per i mari dell'Europa sommersa a fare razzie, con lo scopo finale di trovare la figlia Rose Wilson.
- Flashpoint: Frankenstein and the Creatures of the Unknown di Jeff Lemire (testi) - Ibraim Roberson (disegni). Creati durante la seconda guerra mondiale, Frankestein e altri mostri dovranno sfuggire dai loro cacciatori e ritrovare il loro creatore.
- Flashpoint: Citizen Cold di Scott Kolins (testi-disegni). Capitan Cold è l'eroe di Central City anche se nasconde un segreto. Tutti i Nemici, e non solo, lo vogliono morto.
- Flashpoint: Wonder Woman and the Furies di Dan Abnett e Andy Lanning (testi) - Scott Clark (matite). Storia di Wonder Woman e delle amazzoni, prima e durante la guerra con Atlantide.
- Flashpoint: Deadman and the Flying Graysons di J.T.Krull (testi) - Mikel Janin (disegni). Deadman, i trapezisti Grayson e altri personaggi con poteri di un particolare circo, girano per l'Europa e devono sfuggire alla caccia delle amazzoni.
- Flashpoint: Legion of Doom starring Heatwave di Adam Glass (testi) - Rodney Buchemi (matite). Heat Wave fugge dalla prigione, organizza un team di supercriminali e progetta la vendetta contro Cyborg (figlio del presidente USA, raffigurato come molto somigliante a Barack Obama)
- Flashpoint: Lois Lane and the Resistance di Dan Abnett e Andy Lanning (testi) - Eddy Nunez (disegni). Lois Lane viene catturata dalle amazzoni e funge da infiltrata per il governo americano, aiutata dalla resistenza britannica.
- Flashpoint: The Outsider di James Robinson (testi) - Javi Fernandez (disegni). L'Outsider è il padrone dell'India, conquistata con i suoi poteri e i suoi traffici criminali. Ma qualcuno è tanto potente da volerlo uccidere.
- Flashpoint: Kid Flash Lost starring Bart Allen di Sterling Gates (testi) - Oliver Nome (disegni). Bart Allen è prigioniero di un futuro alla Matrix dove Brainiac ha conquistato il mondo.
- Flashpoint: Project Superman di Scott Snyder (testi) - Lowell Francis (disegni). Alcuni esperimenti segreti USA volti a creare il supersoldato non sono andati a buon fine. Metropolis è gravemente danneggiata dall'arrivo di un alieno dal cielo, poi imprigionato.
- Flashpoint: Hal Jordan di Adam Schlagman (testi) - Ben Oliver (disegni). Hal Jordan ha dato prova di grande valore come pilota ma, siccome Abin Sur non è morto, non è mai diventato una lanterna verde.

### Albi unici
I seguenti quattro albi unici (one-shots) adempiono la stessa funzione narrativa delle miniserie sopra elencate, con la differenza che si tratta di pubblicazioni non seriali:
- Flashpoint:Grodd of War di Sean Ryan (testi) - IG Guara (disegni). Gorilla Grodd e il suo esercito di scimme hanno conquistato l'Africa, ma la sua sete di conquista non si ferma.
- Flashpoint:Reverse Flash di Sean Ryan (testi) - Joel Gomez (disegni). L'Anti-Flash racconta la sua storia, di come ha modificato il passato dell'odiato Barry Allen.
- Flashpoint:Green Arrow Industries di Pornsak Pichetshote (testi) - Mark Castiello (disegni). Oliver Queen è proprietario di una multinazionale che crea e vende armi, sfruttando congegni rubati dai supercrimali.
- Flashpoint:The Canterbury Cricket di Mike Carlin (testi) - Rags Morales (disegni). Un gruppo di demoni, uomini bestia e metaumani si riunisce per formare la resistenza britannica all'invasione delle amazzoni.

## Accoglienza

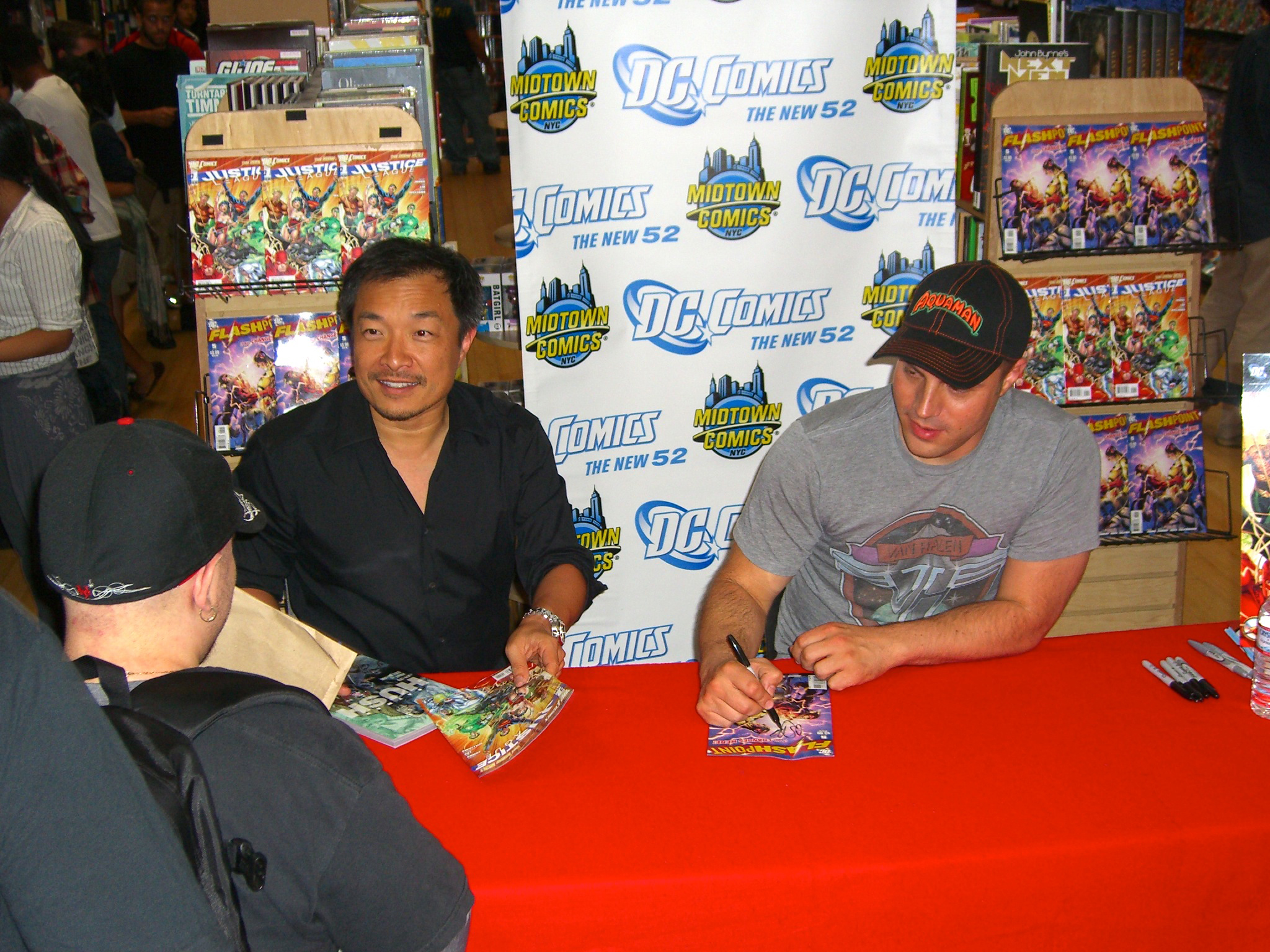
Il disegnatore Jim Lee e lo sceneggiatore Geoff Johns firmano autografi su Justice League n.1 e Flashpoint n.5 in data 31 agosto 2011.

Le vendite del primo numero sono un successo che piazza l'albo tra i primi 10 fumetti statunitensi più venduti tra quelli previsti per la distribuzione diretta nel maggio 2011. Le aspettative non sono però pienamente attese e la serie viene battuta dall'evento Marvel Comics dell'estate 2011. Si tratta della miniserie Fear Itself (che ha ripercussioni su molti degli albi Marvel), iniziata il mese prima. Nel mese del debutto di Flashpoint abbiamo quindi al primo posto delle vendite Fear Itself n. 2, mentre Flashpoint n. 1 si prende il secondo posto. Nel mese successivo la serie perde un'altra posizione, piazzandosi al terzo posto. La prima posizione viene occupata dall'albo-evento Ultimate Comics Spider-Man n. 160 (in cui avviene l'annunciata morte dell'Uomo Ragno della linea Ultimate Comics) mentre al secondo posto si trova Fear Itself n. 3 (entrambi della Marvel Comics). In giugno inizia anche la distribuzione delle miniserie che sviluppano i temi e i personaggi dell'evento Flashpoint. La pubblicazione che riscuote più successo è Flashpoint: Batman-Knight of Vengeance (23º posto nella classifica vendite), incentrata sulla figura del nuovo Batman (Thomas Wayne). Il quinto e conclusivo numero della serie viene distribuito (insieme al n. 4) ad agosto 2011 e riesce ad ottenere il secondo posto delle vendite, superando ogni albo della concorrente che piazza il suo best-selling albo (cioè Fear Itself n. 5) al terzo posto.
Di seguito la tabella illustra la posizione della miniserie nella classifica vendite in riferimento agli albi ordinati al principale distributore americano Diamond Comic Distributors, seguita dal numero di copie vendute.
| Albo            | Posizione | Copie vendute | Note |
| --------------- | --------- | ------------- | --- |
| Flashpoint n. 1 | 2         | 86981         | Albo DC più venduto del mese ma dietro Fear Itself della Marvel                                          |
| Flashpoint n. 2 | 3         | 87505         | Aumentano le copie vendute rispetto all'albo di debutto                                                  |
| Flashpoint n. 3 | 4         | 86007         | La Marvel prende il podio delle vendite con tre albi oltre le 90000 copie                                |
| Flashpoint n. 4 | 4         | 86216         | Esce in contemporanea con l'ultimo numero della miniserie                                                |
| Flashpoint n. 5 | 2         | 94547         | Albo più venduto della miniserie nonostante sia quello conclusivo. Preceduto solo da Justice League n. 1 |

## Raccolte originali
La serie è raccolta in un numero di volumi:
- Flashpoint (contiene Flashpoint #1–5, 176 pp., brossurato, 13 marzo 2012, ISBN 1-4012-3338-4 cartonato, ottobre 2011, ISBN 1-4012-3337-6)
- Flashpoint: The World of Flashpoint Featuring The Flash (contiene Grodd of War #1, Kid Flash Lost #1-3, Legion of Doom #1-3, Reverse Flash #1 e Citizen Cold #1-3, 256 pp., brossurato, marzo 2012, ISBN 1-4012-3408-9)
- Flashpoint: The World of Flashpoint Featuring Wonder Woman (contiene Emperor Aquaman #1-3, Outsider #1-3, Lois Lane and the Resistance #1-3 e Wonder Woman and the Furies #1-3, 272 pp., brossurato, marzo 2012, ISBN 1-4012-3410-0)
- Flashpoint: The World of Flashpoint Featuring Superman (collects World of Flashpoint #1-3, Booster Gold #44-47, The Canterbury Cricket #1 e Project Superman #1-3, 256 pp., brossurato, marzo 2012, ISBN 1-4012-3434-8)
- Flashpoint: The World of Flashpoint Featuring Batman (collects Batman: Knight of Vengeance #1-3, Deadman and the Flying Graysons #1-3, Deathstroke and the Curse of the Ravager #1-3 e Secret Seven #1-3, 272 pp., brossurato, marzo 2012, ISBN 1-4012-3405-4)
- Flashpoint: The World of Flashpoint Featuring Green Lantern (contiene Hal Jordan #1-3, Abin Sur - The Green Lantern #1-3, Frankenstein and the Creatures of the Unknown #1-3, e Green Arrow Industries #1, 224 pp., brossurato, marzo 2012, ISBN 1-4012-3406-2)

Sono stati raccolti anche i numeri del preludio:
- The Flash Volume 2: The Road to Flashpoint (contiene The Flash vol. 3 #8–12, 128 pp., cartonato, ottobre 2011, ISBN 1-4012-3279-5)
- Time Masters: Vanishing Point (contiene Time Masters: Vanishing Point #1–6, 144 pp., brossurato, aprile 2011, ISBN 1-4012-3047-4)

## Merchandising
La sezione DC Direct produce una linea di action figures ispirate ai personaggi della storia Flashpoint:
- Flashpoint Series 1 Action Figures: Set composto da quattro action figure con diversi punti snodabili e vendibili separatamente[37]. I personaggi riprodotti sono le versioni Flashpoint di Cyborg[37], Wonder Woman (in armatura da Queen Diana)[37], Batman (nel costume di Thomas Wayne con il simbolo nero-rosso)[37] e una versione classica di Barry Allen come Flash[37]. Le quantità sono limitate e disponibili alla vendita dal 20 luglio 2011[38].

La Graphitti Designs produce tre T-shirts 100% cotone che riprendono i simboli (o logos in originale) di alcuni dei personaggi Flashpoint:
- T-shirt nera con il logo di Batman (come visto sul costume di Thomas Wayne).
- T-shirt nera con il logo di Reverse-Flash (come visto nella nuova versione Flashpoint).
- T-shirt rossa con il logo di Wonder Woman (versione Queen Diana).

## Altri media

### Film
- Nel 2013 esce il film d'animazione Justice League: The Flashpoint Paradox, il 19° film del DC Universe Animated Original Movies, che riprende la storia del fumetto ma con qualche differenza.[39] Tra le differenze più rilevanti c'è il prologo con la Justice League che aiuta i Flash a sconfiggere i Cattivi, l'implicazione che Eobard Thawne non abbia ucciso la madre di Barry Allen, l'Incantatrice che non tradisce la Resistenza, e Lex Luthor che è alleato con i pirati di Deathstroke.
- Nel luglio 2017, al San Diego Comic-Con International, è stato annunciato il film del DC Extended Universe intitolato The Flash, che adatta liberamente la storia del fumetto Flashpoint.[40] Il film, distribuito nel 2023, vede nel cast Ezra Miller, Sasha Calle, Michael Shannon, Kiersey Clemons, oltre al ritorno di Michael Keaton, Ben Affleck, Gal Gadot e Jason Momoa nei ruoli di Batman, Wonder Woman e Aquaman.

### Televisione
Nella serie televisiva The Flash viene proposto, a partire dall'episodio Sfida finale, un adattamento di Flashpoint che però presenta molte differenze con la versione cartacea. In quest'episodio Barry, afflitto dopo che Zoom ha ucciso suo padre Henry, torna indietro nel 2000 e ferma l'Anti-Flash (Eobard Thawne) dall'uccisione di Nora, così radicalmente alterando la timeline. Nella première della terza stagione, Flashpoint, Barry ha vissuto nella nuova timeline (soprannominato così da Eobard, che viene tenuto prigioniero) per tre mesi con entrambi i suoi genitori vivi e inizia a frequentare Iris, mentre Wally West protegge la città come Flash. Tuttavia, Barry scopre che Joe è un alcolista solitario che spesso manca i turni al lavoro, Cisco Ramon è un genio della tecnologia miliardario egocentrico che non ha interesse ad aiutare Barry, e Caitlin Snow non è un biologo ma un oculista pediatrico. Come nella storia dei fumetti, Barry inizia a perdere i suoi ricordi quando la timeline di Flashpoint inizia a sovrascrivere la linea temporale a lui familiare.

### Videogiochi
- Injustice: Gods Among Us (2013): presenta costumi alternativi tratti da Flashpoint per Batman, Aquaman, Wonder Woman e Deathstroke come contenuto scaricabile.
- Batman: Arkham Knight (2015): presenta il costume che indossava Batman in Flashpoint come contenuto scaricabile.
- Injustice 2 (2017): è presente la versione alternativa di Wonder Woman che fa un cameo nel finale alternativo di Freccia Verde come membro della Multiverse Justice League.